# ZwartWerk
ZwartWerk is een hiphopkwartet uit Mechelen. De leden zijn kinderen van migranten uit Angola en Congo-Kinshasa. De leden leerden elkaar kennen op voetbalpleintjes in de stad.
De band werd in 2015 genomineerd voor De Nieuwe Lichting van Studio Brussel.
In 2016 maakten Dimitri Vegas & Like Mike het officiële Rode Duivelslied "Melody" voor het Europees Kampioenschap voetbal 2016. Dit nummer werd niet door iedereen even goed onthaald. ZwartWerk maakte daarop een alternatief EK-lied (Dance with the devils), met de hulp van presentatoren Linde Merckpoel en Frank Raes. De band werd aangezocht het nummer te maken omdat Cali en Breezy neven zijn van Rode Duivels Romelu en Jordan Lukaku.
ZwartWerk speelde onder meer op Pukkelpop (2016) en de Antilliaanse Feesten (2016). In 2021 maakte ZwartWerk in de vernieuwde bezetting zijn comeback met het nummer Vibes.

## Discografie
- 2015 Staande ovatie (mixtape, eigen beheer)
- 2016 Dance With The Devils (single, Studio Brussel)
- 2018 Liboma (single, Topnotch)
- 2021 Vibes (single, PM Recordings)